# Frank von Kirskorff
Frank von Kirskorff († 1. September 1435), auch unter dem Namen Kerskorff bekannt, bekleidete von 1434 bis 1435 das Amt des Landmeisters in Livland. Damit hatte er das höchste Amt im livländischen Zweig des Deutschen Ordens inne.
Die Familie hatte enge Bindungen zum Deutschen Orden. Sein Bruder Wolter von Kirskorff bekleidete die angesehene Position des Großkomturs von Preußen, während Bertold von Kirskorff eine wichtige Rolle als Landkomtur innerhalb der Kammerballei Koblenz innehatte.
Frank Kirskorff begann seinen Aufstieg innerhalb des Livländischen Ordens mit Positionen wie dem Kommandanten von Leal und dem Amtmann von Karkus, stieg jedoch später zur angesehenen Position des Landmarschalls auf. Seine Ernennung zum Ordensmeister im November 1433 durch die Rheinische "Partei" zeugte von seinem wachsenden Einfluss und Respekt innerhalb der Organisation. Als treuer Verbündeter des Hochmeisters des Ordens spielte Kerskorff eine aktive Rolle im Krieg gegen Polen-Litauen. Er starb während der Schlacht an der Šventoji, wo der Livländische Orden eine verheerende Niederlage erlitt.